# Spalacidae
Gli Spalacidi (Spalacidae Gray, 1821) sono una famiglia di Roditori appartenente alla grande e varia superfamiglia dei Muroidei. Comprende spalaci, ratti dei bambù, ratti talpa africani e zokor. Questa famiglia rappresenta il ramo più antico della superfamiglia dei Muroidei (con l'eccezione, forse, dei Platacantomidi), e comprende animali adattatisi a uno stile di vita sotterraneo. In passato si riteneva che ciascuna delle quattro sottofamiglie di Spalacidi avessero evoluto abitudini sotterranee in maniera indipendente, ma recenti ricerche genetiche hanno dimostrato che esse formano, al contrario, un gruppo monofiletico. Fino a non molto tempo fa, gli studiosi tendevano a classificare gli Spalacidi all'interno della famiglia dei Muridi, insieme a tutte le altre specie dei Muroidei.

## Descrizione
Gli Spalacidi sono Roditori dalle dimensioni variabili da quelle di un topo a quelle di un ratto, adattatisi a scavare e a condurre vita sotterranea. Hanno zampe brevi, testa a forma di cuneo, robusti muscoli del collo, grandi denti incisivi e occhi e padiglioni auricolari molto piccoli. Negli zokor, che scavano prevalentemente con le zampe, piuttosto che con i denti, gli artigli anteriori sono piuttosto grandi. Queste caratteristiche sono meno sviluppate nei ratti dei bambù, che trascorrono almeno una parte della loro esistenza al suolo, in cerca di cibo. D'altro canto, esse sono portate all'estremo negli spalaci, che hanno occhi completamente ricoperti di pelle e sono del tutto privi di padiglioni auricolari e di coda.
Norris et al. hanno elencato alcune caratteristiche presenti in tutti i membri di questa famiglia che li distinguono dal resto dei Muroidei. Esse sono «riduzione o assenza di occhi esterni, padiglioni auricolari ridotti, corpo tozzo, coda corta (meno del 50% della lunghezza testa-corpo), rostro largo, scatola cranica di forma triangolare, canale infraorbitale ovoidale che non si estende ventralmente fino alla volta del palato, placca zigomatica assente o molto ridotta, canale nasolacrimale interno a quello infraorbitale, forame incisivo di piccole o medie dimensioni, muscolatura del collo sviluppata e collegata a processi occipitali prominenti, minima riduzione del terzo molare rispetto al primo e al secondo, e particolare orientamento del manubrio del martello».

## Distribuzione e habitat
Gli Spalacidi sono originari dell'Asia orientale, del Corno d'Africa, del Medio Oriente e dell'Europa sud-orientale.

## Biologia
Tutte le specie di Spalacidi scavano estesi sistemi di gallerie sotterranee, che possono comprendere camere per immagazzinare il cibo, camere latrina, nidi per l'allevamento dei piccoli, e così via. Sono generalmente animali solitari e non condividono i loro sistemi di gallerie con altri conspecifici. Tutte le specie sono erbivore: si nutrono di radici, bulbi e tuberi.
Le femmine partoriscono nidiate composte anche da sei piccoli dopo un periodo di gestazione di tre-sette settimane, a seconda della specie. Come quelli di molti altri Muroidi, anche i piccoli degli Spalacidi nascono ciechi, glabri e inetti. Essi rimangono con la madre per alcuni mesi, prima di andare a stabilirsi in un proprio complesso di gallerie, ma in alcune specie lasciano la tana materna subito dopo lo svezzamento.

## Tassonomia
Gli Spalacidi vengono classificati in quattro sottofamiglie, sei generi e 21 specie:
- Sottofamiglia Myospalacinae
  - Genere Eospalax G. M. Allen, 1938
    - Eospalax fontanierii (Milne-Edwards, 1867) - zokor della Cina;
    - Eospalax rothschildi (Thomas, 1911) - zokor di Rothschild;
    - Eospalax smithii (Thomas, 1911) - zokor di Smith.

  - Genere Myospalax Laxmann, 1769
    - Myospalax aspalax (Pallas, 1776) - falso zokor;
    - Myospalax myospalax (Laxmann, 1773) - zokor degli Altai;
    - Myospalax psilurus (Thomas, 1911) - zokor della Cina settentrionale.
- Sottofamiglia Rhizomyinae
  - Genere Cannomys Thomas, 1915
    - Cannomys badius (Hodgson, 1841) - ratto dei bambù minore.

  - Genere Rhizomys Gray, 1831
    - Rhizomys pruinosus Blyth, 1851 - ratto dei bambù lanoso;
    - Rhizomys sinensis Gray, 1831 - ratto dei bambù della Cina;
    - Rhizomys sumatrensis (Thomas, 1911) - ratto dei bambù dell'Indomalesia.
- Sottofamiglia Spalacinae
  - Genere Spalax Guldenstaedt, 1770
    - Spalax arenarius Reshetnik, 1939 - spalace di Ucraina;
    - Spalax ehrenbergi (Nehring, 1898) - spalace di Ehrenberg;
    - Spalax giganteus Nehring, 1897 - spalace gigante;
    - Spalax graecus Nehring, 1898 - spalace della Bucovina;
    - Spalax leucodon Nordmann, 1840 - spalace occidentale;
    - Spalax microphthalmus Guldenstaedt, 1770 - spalace orientale;
    - Spalax nehringi (Satunin, 1898) - spalace di Nehring;
    - Spalax uralensis Tiflov e Usov, 1939 - spalace del Kazakistan;
    - Spalax zemni Erxleben, 1777 - spalace della Podolia.
- Sottofamiglia Tachyoryctinae
  - Genere Tachyoryctes Rüppell, 1835
    - Tachyoryctes ankoliae  -
    - Tachyoryctes annectens  -
    - Tachyoryctes audax  -
    - Tachyoryctes daemon  -
    - Tachyoryctes ibeanus  -
    - Tachyoryctes macrocephalus (Rüppell, 1842) - ratto talpa gigante;
    - Tachyoryctes naivashae  -
    - Tachyoryctes rex  -
    - Tachyoryctes ruandae  -
    - Tachyoryctes ruddi  -
    - Tachyoryctes spalacinus  -
    - Tachyoryctes splendens (Rüppell, 1835) - ratto talpa dell'Africa orientale.
    - Tachyoryctes storeyi  -